# Hollywood (livro)
Hollywood é um romance de 1989 escrito por Charles Bukowski que narra de forma ficcional suas experiências escrevendo o roteiro do filme Barfly.

## Enredo
Adotando o estilizado alter-ego, Henry 'Hank' Chinaski, personagem usado em outros romances, o livro relata suas experiências de trabalho com o diretor do filme, a conquista do orçamento, a perda do orçamento, processo de escrita do roteiro, a filmagem e a finalização de Barfly.